# Koka (Torodi)
Koka ist ein Dorf in der Landgemeinde Torodi in Niger.

## Geographie
Das von einem traditionellen Ortsvorsteher (chef traditionnel) geleitete Dorf befindet sich rund 31 Kilometer nördlich des urbanen Zentrums von Torodi, des Hauptorts der gleichnamigen Landgemeinde und des gleichnamigen Departements Torodi, das zur Region Tillabéri gehört. Zu den Siedlungen in der näheren Umgebung von Koka zählen Nialagaré und Tiouridi Maoudé im Südosten sowie Kossey im Süden.
Koka ist Teil der Übergangszone zwischen Sahel und Sudan. Die durchschnittliche jährliche Niederschlagsmenge beträgt hier zwischen 500 und 600 mm.

## Bevölkerung
Bei der Volkszählung 2012 hatte Koka 1097 Einwohner, die in 119 Haushalten lebten. Bei der Volkszählung 2001 betrug die Einwohnerzahl 1099 in 117 Haushalten und bei der Volkszählung 1988 belief sich die Einwohnerzahl auf 595 in 65 Haushalten.

## Wirtschaft und Infrastruktur
In Koka wird ein Wochenmarkt abgehalten. Hier werden Matten und Gemüse aus lokaler Produktion sowie Töpferwaren aus Boubon und Namaro gehandelt. Der Markttag ist Freitag. Es gibt eine Schule im Dorf.